# كونزية سنكليرية
كونزية سنكليرية (الاسم العلمي:Kunzea sinclairii) هي نوع من النباتات تتبع جنس الكونزية من فصيلة الآسية.